# Ardilleux
Ardilleux är en kommun i departementet Deux-Sèvres i regionen Nouvelle-Aquitaine i västra Frankrike. Kommunen ligger i kantonen Chef-Boutonne som tillhör arrondissementet Niort. År 2016 hade Ardilleux 183 invånare.

## Befolkningsutveckling
Antalet invånare i kommunen Ardilleux
| Referens: INSEE |